# Bombardeo de Járkov en febrero de 2022
El bombardeo de Járkov ocurrió el 28 de febrero de 2022, cuando una serie de ataques con cohetes de las Fuerzas Armadas de Rusia mataron a 9 civiles e hirieron a 37 más durante la batalla de Járkov, parte de la invasión rusa de Ucrania de 2022. El ejército ruso utilizó munición de racimo en el ataque. Debido a la naturaleza indiscriminada de estas armas utilizadas en zonas densamente pobladas, Human Rights Watch describió estos ataques como un posible crimen de guerra.

## Bombardeo
El 28 de febrero de 2022, durante la batalla de Járkov, alrededor de las 10:00 AM, el Ejército ruso disparó cohetes Grad contra tres áreas residenciales diferentes en Járkov. Nueve civiles murieron. Cuatro personas murieron cuando salían de un refugio para tomar agua e ir de compras entre toques de queda; una familia de dos padres y tres niños fueron quemados vivos en su automóvil. Los lugares afectados fueron edificios residenciales y un parque infantil, dispersos entre Industrialnyi y el distrito de Shevchenkivskyi. Las explosiones en la ciudad se registraron hasta las 2:23 PM.

## Investigaciones
Human Rights Watch investigó el ataque y concluyó que las fuerzas rusas utilizaron cohetes de munición de racimo Smerch, que dispersan docenas de submuniciones o bombetas en el aire. Un tratado internacional prohíbe las municiones de racimo debido a sus daños generalizados y peligro para los civiles. Como no hubo objetivos militares a menos de 400 metros de estos ataques, y debido a la naturaleza indiscriminada de estas armas utilizadas en áreas densamente pobladas, Human Rights Watch asume que podría ser un posible crimen de guerra ruso.